# Пордеану
Пордеану (рум. Pordeanu) насеље је у Румунији у округу Тимиш у општини Стара Беба. Oпштина се налази на надморској висини од 76 m.

## Историја
По "Румунској енциклопедији" место се помиње први пут 1244. године. Ту се налазио манастир.Од 1750. године назив села је "Пардани". Крајем 18. века насеље је део спахилука цинцарске породице Нако, која колонизује Мађаре, тако да постају већинско становништво.

## Становништво
Према подацима из 2013. године у насељу је живело 104 становника.

### Попис2002.
| Расподела становништва по националности 2002.‍ | Расподела становништва по националности 2002.‍ | Расподела становништва по националности 2002.‍ | Расподела становништва по националности 2002.‍ | Расподела становништва по националности 2002.‍ |
| --------------------------------------------- | --------------------------------------------- | --------------------------------------------- | --------------------------------------------- | --------------------------------------------- |
|                                               |                                               |                                               |                                               |                                               |
| Румуни                                        | Румуни                                        |                                               | 26                                            | 33,3%                                         |
| Мађари                                        | Мађари                                        |                                               | 52                                            | 66,7%                                         |